# پیر منار
پیر منار (به فرانسوی: Pierre Ménard) نویسنده قرن بیستم میلادی اهل فرانسه است.